# One Piece Gold - Il film
One Piece Gold - Il film (ONE PIECE FILM GOLD ワンピースフィルムゴールド?, Wan Pīsu Firumu Gōrudo) è un film d'animazione giapponese prodotto da Toei Animation per la regia di Hiroaki Miyamoto, uscito in patria il 23 luglio 2016. È il tredicesimo film ispirato alla serie manga e anime One Piece creata da Eiichirō Oda.

## Trama
Nel Nuovo Mondo esiste una grande nave dalle proporzioni gigantesche costruita come una città di nome Gran Tesoro. Tale nave è considerata un paese indipendente in grado di autogovernarsi senza l'intervento del Governo Mondiale. Nemmeno la Marina ha l'autorizzazione a penetrare nella nave. Il tirannico e temuto signore di Gran Tesoro è Gild Tesoro che ha reso tale nave un'enorme città vacanze per le persone ricche. La ciurma di Cappello di Paglia arriva a Gran Tesoro e lì vengono attaccati da un equipaggio di pirati, che riescono a sconfiggere. Dopo essere stati accolti da Baccarat, una subordinata di Tesoro, la ciurma inizia a vincere ingenti quantità di denaro al gioco. Quando Tesoro sfida la ciurma a dadi, Baccarat toglie la fortuna di Rufy con i poteri del suo frutto del diavolo, facendoli perdere. Nella lotta che segue, Tesoro cattura Zoro usando i poteri del frutto Gold Gold, e obbliga la ciurma a pagare il debito entro la mezzanotte del giorno successivo, altrimenti giustizierà Zoro.
La ciurma fa la conoscenza di Carina, una vecchia amica della bella Nami e subordinata di Tesoro, la quale gli rivela che Tesoro possiede il 20% della ricchezza del mondo, che conserva in una zona vicino alla parte superiore della struttura. Carina si offre di aiutare la ciurma a rubare il denaro al fine di rimborsare il loro debito, e loro accettano. La notte successiva, la ciurma entra nel casinò, dividendosi in due squadre. La squadra composta da Franky e Rufy ha il compito di neutralizzare la sicurezza della nave, ma viene però scoperta e catturata da Tesoro e il suo sottoposto Tanaka. Tesoro deduce la posizione dell'altra squadra e manda i suoi subordinati a catturarla, mentre Rufy e Franky vengono mandati da Tanaka in una grande stanza sotterranea.
Rufy e Franky finiscono quindi in una caverna d'oro gigante che ha molti oggetti d'oro al suo interno e incontrano diversi prigionieri che hanno accesso a tutto questo oro, ma non hanno cibo, acqua, o via di fuga. Uno dei prigionieri, un giocatore leggendario e un membro dell'Armata Rivoluzionaria chiamato Raise Max, insieme agli altri prigionieri li conduce in una stanza con tubature piene di acqua marina, in grado di neutralizzare i poteri di Tesoro. Il resto della ciurma e Carina nel frattempo si travestono da Draghi Celesti per passare inosservati e accedere alla stanza del denaro, ma vengono catturati anch'essi da Tesoro grazie alla complicità di Carina, che riempie la stanza dove si trovano Rufy e gli altri di acqua. Quando Tesoro si prepara ad uccidere Zoro però, dalla fontana della Gran Tesoro esce fuori dell'acqua marina, che lava via la polvere d'oro e permette alla ciurma di liberarsi. Nami rivela quindi a Tesoro che erano d'accordo con Carina fin dall'inizio per imbrogliarlo, e Zoro si libera per unirsi alla battaglia.
L'ira di Tesoro cresce sempre di più, e ricorda il suo passato: inizialmente era un criminale, ma un giorno incontrò una ragazza di nome Stella, che era stata tenuta come schiava in un negozio di umani, dopo che suo padre fu sconfitto nel gioco d'azzardo. Tesoro si innamorò di lei, e lavorò duramente per comprare la sua libertà, anche se aveva già vinto il suo cuore. Tuttavia, un Drago Celeste è venuto un giorno nel negozio e ha comprato Stella, anche Tesoro fu fatto schiavo, ma riuscì a fuggire durante l'attacco di Fisher Tiger. Da li cominciò allora la sua ascesa al potere, che comprendeva l'acquisizione del suo frutto dai Pirati di Donquijote. Dopo il flashback, Tesoro crea un enorme golem dorato e attacca la ciurma supportato dai suoi subordinati, muniti da lui di armature d'oro.
Nel frattempo, una flotta della Marina guidata da Rob Lucci si reca presso la Gran Tesoro, ma viene fermata da Sabo, che ingaggia uno scontro con Lucci. Mentre i subordinati di Tesoro vengono sconfitti dalla ciurma, Rufy attiva il Gear Fourth e inizia a combattere contro il golem di Tesoro. Dopo una dura lotta, Rufy riesce a sconfiggere il perfido avversario, che viene infine catturato dalla Marina. Mentre la gente di Gran Tesoro celebra la propria liberazione, Carina informa gli altri che la nave esploderà a breve e li esorta a scappare, mentre lei rimarrà sulla nave per condurla lontano ed evitare che causi delle vittime. Una volta tornati sulla loro nave, la ciurma scopre che in realtà era tutta una bugia per consentire a Carina di rubare la Gran Tesoro.

## Nuovi personaggi

### Gild Tesoro
Gild Tesoro (ギルド·テゾーロ?, Girudo Tezōro) è l'antagonista principale del film. È soprannominato come l'"Imperatore Dorato" (黄金帝?), il "Re del Casinò" (黄金帝?) e il "Mostro del Nuovo Mondo" (新世界の怪物?) ed è il temutissimo capo di Gran Tesoro. Ha una grande cicatrice a forma di stella sulla schiena a coprire il simbolo dei Draghi Celesti, impostogli durante il periodo di schiavitù. Indossa un gran numero di gioielli tra i quali spiccano gli orecchini dorati a forma di stella e gli anelli, uno per ogni dito (a parte l'anulare sinistro). Indossa inoltre un paio di occhiali da sole e talvolta un cappello a cilindro.
Tesoro esercita un controllo assoluto sull'isola e arriva addirittura ad uccidere chiunque gli rida di fronte anche dopo essere stato esortato a smettere. Possiede il 20% della ricchezza mondiale, il che lo rende una personalità molto influente. Il suo principale obiettivo nella gestione di Gran Tesoro è quello di usare la ricchezza per diventare la persona più potente del mondo, per costringere così persino i Draghi Celesti a obbedirgli. Viene sconfitto da Rufy e arrestato da Rob Lucci.
Si è cibato del Frutto Gold Gold che gli permette di manipolare a proprio piacimento l'oro con cui entra in contatto come se fosse liquido. Tale controllo viene perso se l'oro entra in contatto con l'acqua marina.
Passato
Tesoro è nato in una famiglia povera, sin da bambino adorava cantare, e ha ammirato uno spettacolo visto dall'esterno, ma sua madre odiava il canto. Un giorno suo padre perse una grande somma di denaro, giocando d'azzardo, e più tardi, morì di una malattia per la quale la moglie non poteva permettersi il trattamento chirurgico. La famiglia divenne da quel momento sempre più povera, perciò Tesoro, all'età di 12 anni, decise di scappare di casa, abbandonando la madre, divenne un ladro e spese i soldi rubati in gioco d'azzardo, liquori e combattimenti. All'età di 16 anni, subì una pesante perdita in un casinò, costringendo i suoi amici ad abbandonarlo, e incapace di ripagare il debito, rischiò di essere venduto come schiavo, ma riuscì a fuggire dal mercante di schiavi. Un giorno, incontrò una ragazza di 18 anni di nome Stella in un negozio di umani, costretta a diventare una schiava dopo che il padre perse al gioco d'azzardo, della quale si innamorò. Stella odiava i criminali, per ciò, Tesoro cominciò a guadagnare denaro legalmente per liberarla, ma tre anni dopo, venne comprata da un Drago Celeste; ciò provocò l'ira di Tesoro, che si oppose con la forza, venendo però sconfitto dalla guardia di sicurezza del Drago Celeste. Venne quindi ridotto in schiavitù e portato a Marijoa, dove verrà marchiato sulla schiena con il simbolo dei Draghi Celesti.
Nel periodo di schiavitù, il suo padrone lo derideva, lo abusava, lo maltrattava e gli imponeva qualsiasi cosa, persino quando ridere o meno, cosa che gli rimase impressa a tal punto che a sua volta, si infuria se le persone ridono senza il suo permesso o per cose che lui non trova divertenti, tanto da ucciderle senza battere ciglio.
Due anni dopo, Tesoro scopre che Stella è morta dopo essere stata abusata dal suo padrone; da ciò deriverà la sua ossessione per il denaro e l'odio verso i Draghi Celesti, in quanto, se fosse riuscito a comprarla tre anni prima, sarebbe riuscito a liberarla. Cinque anni dopo, Tesoro venne liberato dalla schiavitù, durante l'attacco di Fisher Tiger a Marijoa. Una volta libero coprirà il simbolo impostogli dai Draghi Celesti con una cicatrice a forma di stella.
Tre anni dopo, la famiglia Donquijote tenne un'asta per il Frutto Gold Gold, del quale Tesoro si impossessa mandando diversi criminali alla sede dell'asta. Tre anni dopo, la fama di Tesoro era cresciuta notevolmente. Doflamingo venne a sapere delle imprese di Tesoro, e un anno dopo, inviò alcuni sicari per assassinarlo, ma senza successo; decise quindi di usare Tesoro come alleato d'affari piuttosto che ucciderlo, concedendogli diverse connessioni al Governo Mondiale. Due anni più tardi il commercio illegale lo rese molto ricco e costruì Gran Tesoro.

### Carina
Carina (カリーナ?, Karīna) è una giovane cantante che lavora a Gran Tesoro. È una ragazza molto attraente, con un corpo snello, sinuoso e formoso, con lunghi capelli viola chiaro, legati in uno chignon, in seguito in una coda di cavallo, e occhi azzurri.
Carina è una ladra pronta a tutto per rubare i tesori ai quali è interessata. È una ragazza molto egoista e spesso ingannevole, ma dimostra in più occasioni di non essere crudele, spesso è più volte gentile. È inoltre una vecchia amica di Nami, da cui viene soprannominata la "Ragazza Volpe".
Passato
In passato tentò insieme a Nami di rubare il tesoro dei pirati di Treasure (apparsi nell'undicesimo special di One Piece, intitolato Heart of Gold) riuscendo nell'impresa: venendo però catturate, incatenate e torturate. Allora Carina assicurerà a Mad Treasure, il capitano dei pirati, di restituirgli il tesoro rubato con in aggiunta tutti i soldi accumulati negli anni dai propri furti; verrà quindi liberata ma non farà più ritorno, lasciando credere ai pirati e a Nami di aver tradito la sua compagna. Però, quando Nami porta i pirati di Treasure nel luogo dove è seppellito il proprio tesoro (che nel frattempo è stato trafugato proprio da Carina), la "Ragazza Volpe" ricompare, attirando l'attenzione dei pirati su di sé per permettere a Nami di scappare: viene così rivelato che tutto ciò era uno stratagemma di Carina per salvare entrambe e tenere per sé il tesoro rubato.

### Baccarat
Baccarat (バカラ?, Bakara) è la portiera di Gran Tesoro. È una donna molto sensuale, snella e formosa, con lunghi capelli rossi e occhi verde scuro. Indossa degli orecchini a forma di mezzaluna, un abito nero molto elegante che lascia scoperto gran parte delle gambe, e una cintura con una fibbia a forma di stella.
Accoglie amichevolmente gli ospiti a Gran Tesoro, e li guida lungo la città incoraggiandoli a fare sempre più soldi, stratagemma per portare i visitatori a perdere tutto e a esser costretti a lavorare a Gran Tesoro per ripagare il debito, dimostrando di essere una donna fatalmente ingannevole, astuta, spietata e crudele.
Ha mangiato il Frutto Lucky Lucky che le permette di sottrarre la fortuna alle persone che tocca. Viene sconfitta con l'astuzia da Usop.

### Dice
Dice (ダイス?, Daisu) è un mercenario che lavora a Gran Tesoro, e un uomo di mezza età con la corporatura possente, ha i capelli, la barba e le basette biondi e un'elevata forza fisica. Indossa un cappotto nero foderato in pelliccia, pantaloni neri e una cintura con un emblema a forma di stella. Dice presenta in più occasioni propensioni al masochismo, sia auto-inflitto che subìto. Prova piacere anche nel combattimento in quanto può provocare dolore ai suoi avversari con i propri attacchi. In passato è stato campione assoluto del Death Match Show più pericoloso del mondo, talmente duro negli attacchi che nessuno lo ha più voluto combattere. Viene sconfitto da Zoro.

### Tanaka
(Risata di Tanaka)
Tanaka (タナカ?, Tanaka) è la guardia di sicurezza di Gran Tesoro. È un uomo molto strano, di media statura con un corpo piccolo e magro, con la testa molto grande, e il viso che ricorda molto quello di un gatto. Ha la pelle molto chiara simile a quella dei cadaveri. Indossa una divisa da guardia di sicurezza. Tanaka prende il proprio lavoro molto seriamente, riferendo a Gild Tesoro ogni avvenimento di una certa rilevanza. Tanaka si dimostra gentile e educato quando vengono effettuate delle transazioni, ma non ama la confusione e ha spesso comportamenti infantili. Viene sconfitto da Sanji. Ha mangiato il Frutto Fase Fase che gli consente di passare attraverso le cose inanimate.

### Raise Max
Raise Max (レイズ・マックス?, Reizu Makkusu) è un membro dell'Armata Rivoluzionaria. È un uomo molto trasandato con i capelli verde scuro spettinati, un cappello a brandelli, e occhiali da sole. Indossa un cappotto aperto, che lascia esposto il petto, e scarpe a punta. Noto in passato come giocatore d'azzardo, è prigioniero a Gran Tesoro dopo una grossa perdita ai casinò dell'isola.

## Distribuzione
Il film è stato distribuito per la prima volta nelle sale cinematografiche del Giappone il 23 luglio 2016, per poi essere pubblicato in edizione DVD e Blu-ray Disc il 28 dicembre dello stesso anno. In Italia è stato proiettato in anteprima nazionale e in lingua originale con sottotitoli al Lucca Comics & Games il 30 ottobre 2016 per poi essere distribuito al cinema doppiato in italiano da Koch Media il 24 novembre 2016. La pellicola è distribuita in DVD e Blu-ray Disc dal 6 aprile 2017.

### Adattamento dei nomi
Nell'edizione italiana in questa pellicola il nome dato al protagonista è semplicemente Luffy, come nella versione originale, nonostante nell'edizione italiana dei precedenti film e nella serie animata fosse sempre stato soprannominato Rubber (mentre il nome italiano Monkey D. Rufy viene usato nella serie a fumetti), ed è stata anche modificata la pronuncia del nome di Usop che nell'edizione italiana è sempre stato pronunciato "Asop", mentre nel film è diventato "Usop",  più similmente alla versione originale. Nonostante ciò quest'ultimo nome viene pronunciato con la S sonora, diversamente dalla versione originale dove veniva usata la S sorda.
Il doppiaggio italiano è stato eseguito dallo Studio P.V. ed è a cura di Sergio Romanò. Questo è l'ultimo film della serie in cui Brook viene doppiato da Daniele Demma prima della sua morte, avvenuta l'anno successivo.

## Accoglienza
Il film è stato accolto positivamente da critica e pubblico. Sul sito di recensioni Rotten Tomatoes il film ha ricevuto il 67% di recensioni positive da parte della critica e l'83% di recensioni positive da parte del pubblico.

## Special legati al film
Nella serie anime, dopo la saga di Dressrosa inizia una mini-saga anime original denominata "Saga di Silver Mine" dove Rufy e Bartolomeo vengono rapiti dal pirata Bill che lavora per Gild Tesoro. Viene poi trasmesso uno special chiamato One Piece: Heart of Gold dove affrontano un cacciatore di tesori inviato da Gild Tesoro. Viene trasmesso un altro special chiamato One Piece Film: Gold - Episode 0, strettamente collegato al precedente perché si pone dopo tali eventi e prima dell'arrivo della ciurma di Cappello di Paglia a Gran Tesoro.